# Vauxhall and I
Albums de Morrissey
Your Arsenal
(1992) Southpaw Grammar
(1995)
Vauxhall and I est un album de Morrissey, sorti en 1994. Le disque remporte un succès critique et commercial important. Il est depuis régulièrement cité comme étant un album majeur par les publications spécialisées. Le titre de l'album fait référence au district de Londres et au film Withnail and I.

## L'album
Après une polémique générée par le NME à la suite du port d'un drapeau britannique lors d'un concert à Londres avec Madness en 1992, Morrissey part en tournée américaine 2 mois durant. En 1993, il reprend le chemin des studios et enregistre à Reading au Manor avec cette fois-ci Steve Lillywhite à la production. Frappé par le décès récent de trois amis,  dont Mick Ronson, le producteur de l'album précédent Your Arsenal, Morrissey écrit des textes introspectifs plus sombres, et élabore un album fait de multiples références culturelles. Quatre personnages du Rocher de Brighton de Graham Greene sont cités dans le titre Now my heart is full ainsi que l'acteur Patric Doonan, un dialogue issu d'un documentaire de 1958 apparait sur We are the lambeth boys, le titre Billy Budd fait référence à l'acteur Terence Stamp et à son interprétation au cinéma du personnage éponyme d'Herman Melville dans l'adaptation de Peter Ustinov.
Lifeguard Sleeping, Girl Drowning contient un extrait du film In Which We Serve.
Billy Budd contient un extrait du film Oliver Twist.
En 1994, Vauxhall & I atteint la 18e place du Billboard 200, et la 1re place au Royaume-Uni. Le magazine Q le place à la 1re place de son classement des 10 meilleurs albums de 1994 et, en 2006, à la 91e des meilleurs albums de tous les temps. NME le place lui à la 57e des 100 meilleurs albums britanniques.

### Titres
Toutes les paroles sont de Morrissey. Entre parenthèses sont indiquées les compositeurs musicaux.
1. Now My Heart Is Full (Boz Boorer) (4:57)
2. Spring-Heeled Jim (Boorer) (3:47)
3. Billy Budd (Alain Whyte) (2:08)
4. Hold on to Your Friends (Whyte) (4:02)
5. The More You Ignore Me, the Closer I Get (Boorer) (3:44)
6. Why Don't You Find Out for Yourself (Whyte) (3:20)
7. I Am Hated for Loving (Whyte) (3:41)
8. Lifeguard Sleeping, Girl Drowning (Boorer) (3:42)
9. Used to Be a Sweet Boy (Whyte) (2:49)
10. The Lazy Sunbathers (Whyte) (3:08)
11. Speedway (Boorer) (4:30)

### Musiciens
- Morrissey : voix
- Alain Whyte : guitare
- Boz Boorer : guitare
- Jonny Bridgwood : basse
- Woodie Taylor : batterie